# الثورة الصربية
ثورة الصرب أو صربيا الثورية تشير إلى الثورة الوطنية والاجتماعية للشعب الصربي بين 1804 و 1817، والتي تمكنت خلالها صربيا للتحرر بالكامل من الدولة العثمانية وأن تبزغ أمة-دولة أوروبية ذات سيادة. التعبير اخترعه المؤرخ الألماني الشهير ليوپولد فون رانكه في كتابه Die Serbische Revolution، المنشور عام 1829.[1] هذه الأحداث أرخت لتأسيس صربيا المعاصرة.[2]
الإطار الزمني المذكور أعلاه يغطي عدة أطوار للثورة:
الانتفاضة الصربية الأولى (1804–13)، بقيادة Karađorđe Petrović
Hadži Prodan's revolt (1814)
الانتفاضة الصربية الثانية (1815) بقيادة Miloš Obrenović
تميز الجزء الأول من تلك الفترة، من عام 1804 وحتى 1817، بصراع عنيف من أجل الاستقلال عن الإمبراطورية العثمانية مع قيام انتفاضتين مسلحتين، انتهتا بوقف إطلاق النار. شهدت الفترة اللاحقة (1817-1835) توحيدًا سلميًا للسلطة السياسية لصربيا التي بدأت تمييز الحكم الذاتي تدريجيًا، وبلغ ذروته في الاعتراف بالحق في الحكم الوراثي من قِبل الأمراء الصرب في عامي 1830 و1833 والتوسع الإقليمي للمُلكية الحديثة. ألغى اعتماد أول دستور مكتوب في عام 1835 الإقطاعية والقنانة، وجعل البلاد ولاية. صِيغ مصطلح الثورة الصربية من قِبل المؤرخ الأكاديمي الألماني، ليوبوند فون رانكه، في كتابه «الثورة الصربية»، الذي نُشر في عام 1829. كانت هذه الأحداث بمثابة الأساس لصربيا الحديثة.
تُقسم الفترة كذلك على النحو التالي:
- الانتفاضة الصربية الأولى (1803–1804)، بقيادة كاراجورجي بتروفيتش
- ثورة هادي برودان (1814)
- الانتفاضة الصربية الثانية (1815–1717)، بقيادة ميلوش أوبرينوفيتش
- الاعتراف الرسمي بالدولة الصربية (1815–1833)

لربما يمثل الإعلان (1809) الذي خرج به كاراجورجي في العاصمة بلغراد ذروة المرحلة الأولى. دعا الإعلان إلى الوحدة الوطنية، وذلك بالاستناد إلى التاريخ الصربي للمطالبة بالحرية الدينية وسيادة القانون الرسمي والمكتوب، وهي الأمور التي فشلت الإمبراطورية العثمانية في توفيرها. دعا الصرب أيضًا إلى التوقف عن دفع الضرائب للباب العالي، الذي يعتبر غير عادل لقيامه على أساس الانتماء الديني. بصرف النظر عن الاستغناء عن ضريبة الاقتراع المفروضة على غير المسلمين (الجزية)، ألغى الثوريون أيضًا جميع الالتزامات الإقطاعية في عام 1806، وبعد 15 عامًا فقط من الثورة الفرنسية، تحرر الفلاحين والأقنان مما مثّل انفصالًا اجتماعيًا كبيرًا عما كان عليه الحال في الماضي. عزز حكم ميلوش أوبرينوفيتش إنجازات الانتفاضات، مما أدى إلى إعلان أول دستور في البلقان وإنشاء أول مؤسسة صربية للتعليم العالي لا تزال موجودة حتى اليوم، وهي جامعة بلغراد (1808). في عام 1830 ومرة أخرى في عام 1833، اعتُرف بصربيا باعتبارها ولاية مستقلة، مع دفع الأمراء الوراثيين ضريبة إتاوة سنوية للباب العالي. وأخيرًا، جاء الاستقلال الفعلي في عام 1867، مع انسحاب الحاميات العثمانية من الولاية. اعتُرف رسميًا بالاستقلال القانوني في مؤتمر برلين في عام 1878.

## خلفية تاريخية
كشفت الظروف الجديدة، مثل الاحتلال النمساوي لصربيا، وظهور النخبة الصربية عبر نهر الدانوب، وغزوات نابليون في البلقان، والإصلاحات في الإمبراطورية الروسية، أفكارًا جديدة للصرب. كان بإمكانهم الآن أن يقارنوا بوضوح كيف أحرز أبناء بلدهم تقدمًا في النمسا المسيحية، والمقاطعات الإليرية وأماكن أخرى، في حين كان الصرب العثمانيون لا يزالون خاضعين لضريبة دينية تعاملهم باعتبارهم مواطنين من الدرجة الثانية.
أثناء الاحتلال النمساوي لصربيا (1788-1791)، عمل العديد من الصرب بصفتهم جنودًا وضباطًا في جيوش هابسبورغ، حيث اكتسبوا المعرفة حول التكتيكات العسكرية والتنظيم والأسلحة. عُيّن آخرون في مناصب إدارية في المجر أو في المنطقة المحتلة. بدأوا في السفر بحثًا عن التجارة والتعليم، وتعرضوا للأفكار الأوروبية حول المجتمع العلماني والسياسة والقانون والفلسفة، بما في ذلك العقلانية والرومانسية. تعرفوا على قيم الثورة الفرنسية، التي أثرت على العديد من التجار الصرب والمثقفين. كان هناك مجتمع صربي نشط في إمبراطورية هابسبورغ الجنوبية، حيث تنتقل الأفكار نحو المناطق الجنوبية (عبر نهر الدانوب). كانت الإمبراطورية الروسية، وهي الدولة السلافية والأرثوذكسية المستقلة الوحيدة، والتي أصلحت نفسها مؤخرًا وأصبحت الآن تهديدًا خطيرًا للأتراك، نموذجًا آخر. زرعت التجربة الروسية الأمل في صربيا.

## الانتفاضة الصربية الأولى (1804-1813)
خلال الانتفاضة الصربية الأولى (1804-1813)، اعتبرت صربيا نفسها دولة مستقلة للمرة الأولى بعد 300 عام من الاحتلال العثماني ومن الاحتلال النمساوي قصير الأمد. بتشجيع من الإمبراطورية الروسية، تطورت مطالب الحكم الذاتي داخل الإمبراطورية العثمانية في عام 1804 إلى حرب استقلال بحلول عام 1807. عن طريق الجمع بين ديمقراطية الفلاحين الأبوية والأهداف الوطنية الحديثة، كانت الثورة الصربية تجمع الآلاف من المتطوعين بين الصرب من جميع أنحاء البلقان وأوروبا الوسطى. أصبحت الثورة الصربية في نهاية المطاف رمزًا لعملية بناء الأمة في البلقان، مما أثار اضطرابات ريفية بين المسيحيين في كل من اليونان وبلغاريا. بعد حصار ناجح بنحو 25,000 رجل، في 8 يناير 1807، أعلن الزعيم الثوري صاحب الشخصية الكاريزمية، كاراكوري بتروفيتش، بلغراد عاصمةً لصربيا.